# Ambatonikonilahy
Ambatonikonilahy est une commune rurale malgache, située dans la partie centre-sud de la région de Vakinankaratra.